# Parlamento Jovem Paulista
O Parlamento Jovem Paulista é um projeto da Assembleia Legislativa de São Paulo de acordo com o Programa da Cidadania criado em 1999 a fim de promover a inserção, elucidação e convivência com o meio político de jovens estudantes. O projeto teve como precursores os parlamentares Cesar Callegari e Célia Leão.

## Funcionamento...
Consiste em uma sessão especial da Assembleia Legislativa do Estado de São Paulo que acontece desde 1999. Nesse dia, os deputados estaduais cedem os seus lugares para jovens estudantes, da rede pública e privada, de todo o Estado. Os deputados jovens são empossados e dirigem todos os trabalhos da sessão, apresentam propostas para melhorar as condições de vida da sociedade e falam sobre suas idéias.
Tudo acontece, segundo regimento próprio, no Plenário Juscelino Kubitschek, que é o mesmo lugar onde os deputados estaduais realizam as sessões na Assembleia Legislativa. Os jovens desenvolvem atividades parlamentares com assistência técnica da Secretaria Geral Parlamentar. A sessão é transmitida pela TV Assembléia e os projetos são publicados no Diário Oficial do Poder Legislativo.
Intercaladamente as 94 cadeiras dos parlamentares são preenchidas por jovens estudantes do Ensino Fundamental ou Médio selecionados a partir de seus projetos de lei.

### Eleição da Mesa
A mesa dirigente dos trabalhos é eleita pelos próprios deputados jovens a partir da apresentação de três chapas, cada uma constituída de Presidente, Vice-Presidente, 1º e 2º Secretários. As chapas candidatas são organizadas pelos deputados jovens no dia anterior ao da sessão plenária, sob orientação da Secretaria Geral Parlamentar. Vence a chapa que obtiver maioria absoluta dos votos (48 votos) em primeira votação ou, maioria simples, em segunda votação. No caso de segunda votação, participam apenas as duas chapas mais votadas na primeira. Na composição da Mesa, o Presidente é a pessoa que representa o Parlamento Jovem.

### Escolha de Partidos e Seleção de Projetos
Há doze partidos temáticos no âmbito do Parlamento Jovem Paulista que designam áreas para que os estudantes baseiem seus projetos. São eles:
- Partido da Agricultura
- Partido dos Direitos Humanos
- Partido dos Esportes
- Partido da Cultura
- Partido da Educação
- Partido da Habitação
- Partido da Natureza
- Partido do Emprego
- Partido da Juventude
- Partido da Defesa do Consumidor
- Partido da Saúde
- Partido da Segurança Pública

Quando selecionado o Partido Temático um projeto de lei deverá ser redigido, seguindo as normas de formatação original pré-estabelecidas, e enviado para Assembleia Legislativa de São Paulo via e-mail ou via correspondência ou ainda entrega direta.
Na Assembléia uma Comissão Especial examinará os projetos, pontuando-os, e selecionará os 94 melhores de todo o Estado. Os quesitos a serem avaliados são:
- Respeito ao formato de projeto de lei, conforme instruções do manual (2 pontos)
- Correção gramatical, concisão e clareza (2 pontos)
- Pertinência em relação ao tema do Partido Temático (critério eliminatório)
- Originalidade (3 pontos)
- Exequibilidade (1 ponto)